# Gagnoa
Gagnoa est la capitale du district du Gôh-Djiboua, chef-lieu du département éponyme et de la région du Gôh, située au centre-ouest de la Côte d'Ivoire. En 2021, sa population est de 277 044 habitants. Ce qui en fait  la neuvième ville la plus peuplée du pays, et une ville importante de la boucle du cacao,. Le nom Gagnoa vient de  « Go-gnoa » qui veut dire « les habitants du fromager ».

## Géographie

### Situation
La ville fait partie de la région du Gôh (anciennement Fromager) dont elle est le chef-lieu.

### Climat
Gagnoa fait partie du sud de la Côte d'Ivoire, au climat très humide et qui connaît quatre saisons : d'avril à la mi-juillet : grande saison des pluies ; de la mi-juillet à septembre : petite saison sèche ; de septembre à novembre : petite saison des pluies ; de décembre à mars : grande saison sèche. Les températures varient de 21 à 35°,.

### Végétation
Gagnoa est située dans une zone forestière dense, aujourd'hui fortement dégradée par la culture omniprésente du cacaoyer.

### Hydrographie
Gagnoa est arrosée par l’affluent du Sassandra, le Davo sur sa rive droite qui lui-même se ramifie également sur sa rive droite en un affluent appelé Guéri.

## Administration
Gagnoa a été érigée en département par la loi n°69-241 du 09 juin 1969. Une loi de 1978 a institué 27 communes de plein exercice sur le territoire du pays.
| Date d'élection | Identité                | Parti    | Qualité         | Statut |
| --------------- | ----------------------- | -------- | --------------- | ------ |
| 1980            |                         | PDCI-RDA | Homme politique | élu    |
| 1985            | François Dakoury Tabley | PDCI-RDA | Homme politique | élu    |
| 1990            | Alassane Salif N'Diaye  | PDCI-RDA | Homme politique | élu    |
| 1995            | Arsène Sibailly         | FPI      | Homme politique | élu    |
| 2001            | Robert Gnohité          | RDR      | Homme politique | élu    |
| 2013            | Medji Bamba             | RDR      | Homme politique | élu    |
| 2018            | Issouf Diabaté          | RHDP     | Homme politique | élu    |

## Société

### Démographie
| Rec.1975 | Rec. 1988 | Rec. 1998 | 2008    | 2021    |
| 42 285   | 85 563    | 107 124   | 125 647 | 277 044 |

### Éducation
Le département de Gagnoa compte 230 écoles primaires, 12 établissements secondaires, un établissement secondaire technique et une école supérieure.

### Santé
Le département compte un centre hospitalier régional (CHR), une maternité, un centre anti-tuberculeux, 67 centres de santé, un cabinet dentaire, deux cliniques et neuf officines de pharmacie.

### Langues
Les langues vernaculaires de la région sont le Bété et le Malinké (Koyaka) mais dans la plupart des échanges, le français, langue officielle de la Côte d'Ivoire et le dioula-Tagbousikan une langue véhiculaire de la Cote d'Ivoire sont utilisés.a.

### Religion
Gagnoa est le siège d'un archevêché catholique et compte une importante communauté musulmane ainsi que de nombreuses églises évangéliques.

## Économie
La région est essentiellement agricole : manioc (64 676 t), cacao (46 206 t), maïs (33 177 t), igname (25 562 t), riz (24 394 t), café (9 205 t), banane plantain (2 042 t) et les produits vivriers.

## Monuments
- Cathédrale Sainte-Anne de Gagnoa ;
- Remarquable portail de la sous-préfecture de Gagnoa : les grilles ont été réalisées dans les années 1960 par les élèves du Centre technique sous la direction de leur professeur Marcel Henri à partir d'un dessin inspiré par Marie-France Huchet.

## Infrastructures
Le département compte 1 770 km de routes dont 190 km bitumées, 69 km non bitumées et 1 511 km de pistes villageoises. Il est également équipé d'un aérodrome. Sur les 163 villages que compte le département, 136 sont électrifiés.

## Culture
Depuis 2006, un Festival de la chanson et de la danse du monde bété est organisé pendant une semaine.

## Sports
La ville dispose d'un club de football, le Sporting Club de Gagnoa, sept fois finaliste de la Coupe de Côte d'Ivoire de football et vainqueur en 1976 et 1978 de la Coupe Félix-Houphouët-Boigny, qui évolue en MTN Ligue 1 et qui dispute ses matchs sur le terrain du stade Victor Biaka Boda, qui compte 20 000 places.
Comme dans la plupart des villes du pays, il est organisé, de façon informelle, des tournois de football à sept joueurs qui, très populaires en Côte d'Ivoire, sont dénommés maracanas. Un tournoi de Maracana, le tournoi SETACI, est organisé dans la ville.
Le handball est également pratiqué, particulièrement par les filles, élèves du lycée de la ville.
Le basket-ball est aussi pratiqué dans la ville de Gagnoa. Depuis 2011, l'association Gozo Play Ground organise une semaine de basket-ball, au cours de laquelle des acteurs nationaux de ce sport viennent, à Gagnoa pour donner leur savoir aux amoureux de la balle au panier, vivant dans la région du Gôh. À la fin de cette semaine, un tournoi des villes est organisé. Ce tournoi se déroule pendant le mois d'août au centre culturel de gagnoa (place Laurent Gbagbo). Le CCRD, le collège Zadi et le collège Saint Jean encouragent l'évolution du basket-ball dans la ville de Gagnoa.

## Personnalités liées à la région
- Laurent Gbagbo, ancien Président de la République de Côte d'Ivoire de 2000 à 2011, originaire du village de Mama ;
- Djédjé Bagnon Joachim, homme politique[16]
- Charles Blé Goudé, ancien homme politique, originaire du village de Kpo ;
- Didier Drogba, footballeur, originaire du village de Niaprahio ;
- Michel Goba (né en 1961), footballeur international ivoirien, est né à Gagnoa ;
- Serge Aurier, footballeur, originaire du village d’Ouaragahio ;
- Gadji-Celi, footballeur-chanteur originaire de Gadoukou ;
- Yodé, chanteur ;
- Michel Gohou, comédien, originaire du village de Djategnoa ;
- Maurice Kakou Guikahué, homme politique ;
- Médji Bamba, homme politique et maire de Gagnoa ;
- Abel Christian Djohoré, homme politique, député de la circonscription de Ouragahio-Bayota ;
- Victor Capri Djédjé, homme politique ;
- Kader Keita, footballeur ;
- Kaaris, rappeur, originaire du village de Zébizékou ;
- Didier Otokoré, footballeur ;
- Djéni Kobina, homme politique ;
- Guillaume Koffi, architecte ;
- Claudia Tagbo, comédienne ;
- Sébastien Djédjé Dano, homme politique ;
- Bernard Douabou Gninia, préfet du département de Grand-Bassam ;
- Mariam Coulibaly, animatrice de la télévision ivoirienne ;
- Kragbé Gnagbé, homme politique ;
- Jean-Baptiste Gnahoré, président du conseil général de Gagnoa ;
- Louis-André Dacoury-Tabley, un des fondateurs du Front populaire et ancien ministre de la solidarité et des victimes de guerre, originaire de Kpapekou ;
- Richard Dacoury, basketteur, originaire de Kpapekou ;
- Mgr Paul Dacoury-Tabley, évêque de Grand-Bassam, originaire de Kpapekou ;
- Dagui Bakari, footballeur ;
- Carlos Dadi, homme politique ;
- Vegedream, artiste de hip-hop et rap français, originaire de Gagnoa ;
- Zon Camara, homme politique ;
- Laurent Zahui (1960-2021), joueur de football ivoirien ;
- Yssouf Diabaté, homme politique et nouveau maire de Gagnoa ;
- Zagol Alain Durand, homme politique ;
- Soro Badrissa, marionnetiste ;
- John Kiffy, artiste chanteur, concepteur de la Zêzê Pop ;
- Cyril Domoraud, ancien footballeur international ;
- Zoro Marc, ancien footballeur international, originaire de Kpapekou ;
- Basile Boli, ancien footballeur international français ;
- Roger Boli, ancien footballeur international français ;
- Max-Alain Gradel, footballeur ivoirien originaire d’Ouragahio ;[réf. nécessaire]
- Franck Kessié, footballeur ivoirien originaire d’Ouragahio ; [réf. nécessaire]
- Aimée Zebeyoux